# Le Croisty
Le Croisty (Ar C'hroesti trong tiếng Bretagne) là một xã ở tỉnh Morbihan trong vùng Bretagne tây bắc Pháp. Xã này có diện tích 15,88 km², dân số năm 1999 là 735 người. Khu vực này có độ cao từ 123-255 mét trên mực nước biển.
Cư dân của Le Croisty danh xưng trong tiếng Pháp là Croistyates.